# Antigua-et-Barbuda aux Jeux olympiques d'été de 2016
Antigua-et-Barbuda  participe aux Jeux olympiques d'été de 2016, à Rio de Janeiro au Brésil, du 5 août au 21 août de cette même année, pour sa 10e fois à des Jeux d'été.

## Athlétisme
Les athlètes de l'Antigua-et-Barbuda ont jusqu'ici atteint les minima de qualification dans les épreuves d'athlétisme suivantes (pour chaque épreuve, un pays peut engager trois athlètes à condition qu'ils aient réussi chacun les minima A de qualification, un seul athlète par nation est inscrit sur la liste de départ si seuls les minima B sont réussis),.
| Athlète                                                                             | Épreuve        | Séries   | Séries  | Quarts de finale | Quarts de finale | Demi-finales  | Demi-finales  | Finale        | Finale        |
| Athlète                                                                             | Épreuve        | Résultat | Rang    | Résultat         | Rang             | Résultat      | Rang          | Résultat      | Rang          |
| ----------------------------------------------------------------------------------- | -------------- | -------- | ------- | ---------------- | ---------------- | ------------- | ------------- | ------------- | ------------- |
| Daniel Bailey                                                                       | 100 mètres     | exempt   | exempt  | 10 s 20          | 2e (Q)           | abandon       | abandon       | non qualifié  | non qualifié  |
| Cejhae Greene                                                                       | 100 mètres     | exempt   | exempt  | 10 s 20          | 4e (Q)           | 10 s 13       | 7e            | non qualifié  | non qualifié  |
| Miguel Francis                                                                      | 200 mètres     | abandon  | abandon | non qualifié     | non qualifié     | non qualifié  | non qualifié  | non qualifié  | non qualifié  |
| Daniel Bailey Cejhae Greene Miguel Francis Jared Jarvis Chavaughn Walsh Tahir Walsh | 4 x 100 mètres | 38 s 44  | 6e      | non qualifiés    | non qualifiés    | non qualifiés | non qualifiés | non qualifiés | non qualifiés |

| Athlète             | Épreuve         | Qualifications | Qualifications | Finale        | Finale        |
| Athlète             | Épreuve         | Résultat       | Rang           | Résultat      | Rang          |
| ------------------- | --------------- | -------------- | -------------- | ------------- | ------------- |
| Priscilla Frederick | saut en hauteur | 1,89 m         | 28e            | non qualifiée | non qualifiée |

## Natation
| Athlète           | Épreuve          | Séries        | Séries  | Demi-finales | Demi-finales | Finale       | Finale       |
| Athlète           | Épreuve          | Temps         | Rang    | Temps        | Rang         | Temps        | Rang         |
| ----------------- | ---------------- | ------------- | ------- | ------------ | ------------ | ------------ | ------------ |
| Noah ascoll-Gomes | 200 m nage libre | 1 min 53 s 16 | 44e (E) | non qualifié | non qualifié | non qualifié | non qualifié |

| Athlète          | Épreuve         | Séries  | Séries  | Demi-finales  | Demi-finales  | Finale        | Finale        |
| Athlète          | Épreuve         | Temps   | Rang    | Temps         | Rang          | Temps         | Rang          |
| ---------------- | --------------- | ------- | ------- | ------------- | ------------- | ------------- | ------------- |
| Samantha Roberts | 50 m nage libre | 27 s 95 | 57e (E) | non qualifiée | non qualifiée | non qualifiée | non qualifiée |